# Wizo

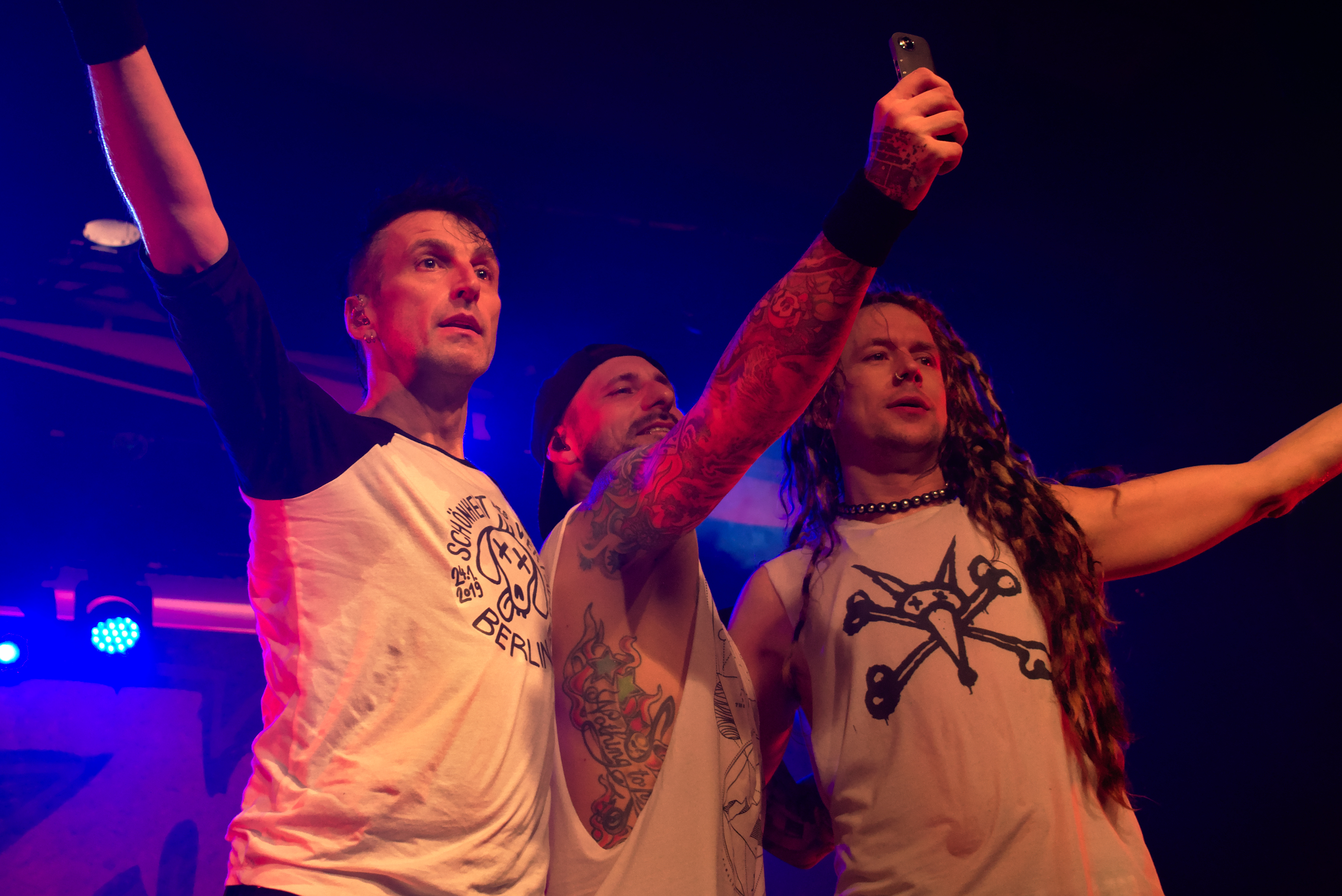
Wizo - Berlin 2019

WIZO [ˈviːzo] é uma banda de punk rock originária da cidade de Sindelfingen, na Alemanha. Foi fundada em 1986 e lançou seis álbuns de estúdio antes de terminar em 2005. Desde 2009, o grupo está ativo novamente e lançou mais dois álbuns de estúdio.

## Formação da banda
1986-1990 – Jochen Bix (Vocal)
1986-2005 – Axel Kurth (Vocal e Guitarra)
1986-2005 – Jörn Genserowski (Baixo)
1987-1990 – Ratz (Bateria)
1990-1996 – Charly (Bateria)
1996-2000 – Ingo (Bateria)
2000-2005 – Thomas Guhl (Bateria)

## Discografia
Für'n Arsch (1991)
Bleib Tapfer (1992)
All That She Wants EP (1993)
UUAARRGH! (1994)
Mindhalálig Punk (split with Aurora) (1994)
Herrenhandtasche (1995)
Weihnachten stinkt! (split EP with Hi-Standard) (1997)
Kraut & Rüben EP (1998)
Stick EP (2004)
Anderster (2004)